# سیارک ۹۰۹۰
سیارک ۹۰۹۰ (به انگلیسی: 9090 Chirotenmondai، نامگذاری:1995UW8) نه هزار و نودمین سیارک کشف شده‌است که در ۲۸ اکتبر ۱۹۹۵ کشف شد.
قدر مطلق سیارک برابر ۱۲٫۵۰ است.